# Federação Portuguesa de Golfe
Die Federação Portuguesa de Golfe (FPG) ist der Dachverband für den Golfsport in Portugal. Die FPG hat ihren Sitz im Edifício Miraflores-Gebäude in Miraflores, einem Ort der Gemeinde Algés im Kreis Oeiras, nahe der Hauptstadt Lissabon.
Die FPG gehört u. a. dem Weltverband International Pitch and Putt Association (IPPA), dem europäischen Golfverband European Golf Association (EGA),  dem Dachverband Confederação do Desporto de Portugal und dem Comité Olímpico de Portugal, dem Nationalen Olympischen Komitee Portugals an.

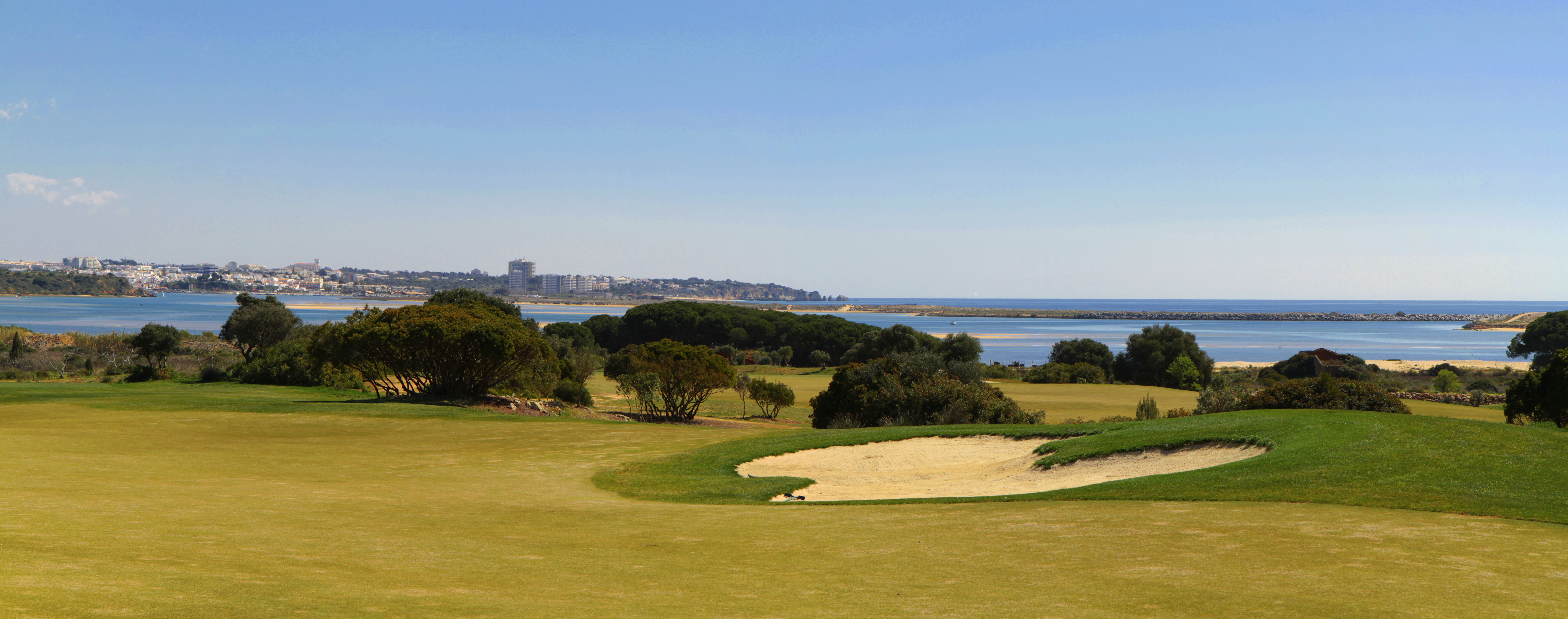
Golfplatz an der Algarve

Zu den wichtigsten Golfturnieren in Portugal zählen seit 2007 die Portugal Masters, mit einem Preisgeld von zwei bis drei Millionen Euro eines der begehrteren Turniere der PGA European Tour.
Das 1987 entstandene Ausbildungszentrum des Verbands, das Centro Nacional de Formação do Jamor (auch Dring Range do Jamor, nahe dem Estádio Nacional in Jamor), entspricht den offiziellen Leistungszentren portugiesischer Sportverbände, den Centros de Alto Rendimento (CAR).
Portugal verfügt über eine Vielzahl an Golfplätzen, bekannt sind insbesondere Anlagen an der Algarve und auf den Inselarchipelen Azoren und Madeira. 2014 wurden zwölf Golfplätze in Portugal durch die United States Golf Association neu zertifiziert.:S. 42

## Geschichte
Der erste offizielle Golfklub in Portugal wurde 1890 in Espinho mit dem Oporto Niblicks Club gegründet (seit 1900 Oporto Golf Club). Mit dem Lisbon Sports Club (1922),  dem Club de Golf de Miramar (1932) und dem Club de Golf do Estoril (1945) entstanden weitere bedeutende Golfklubs in Portugal. 

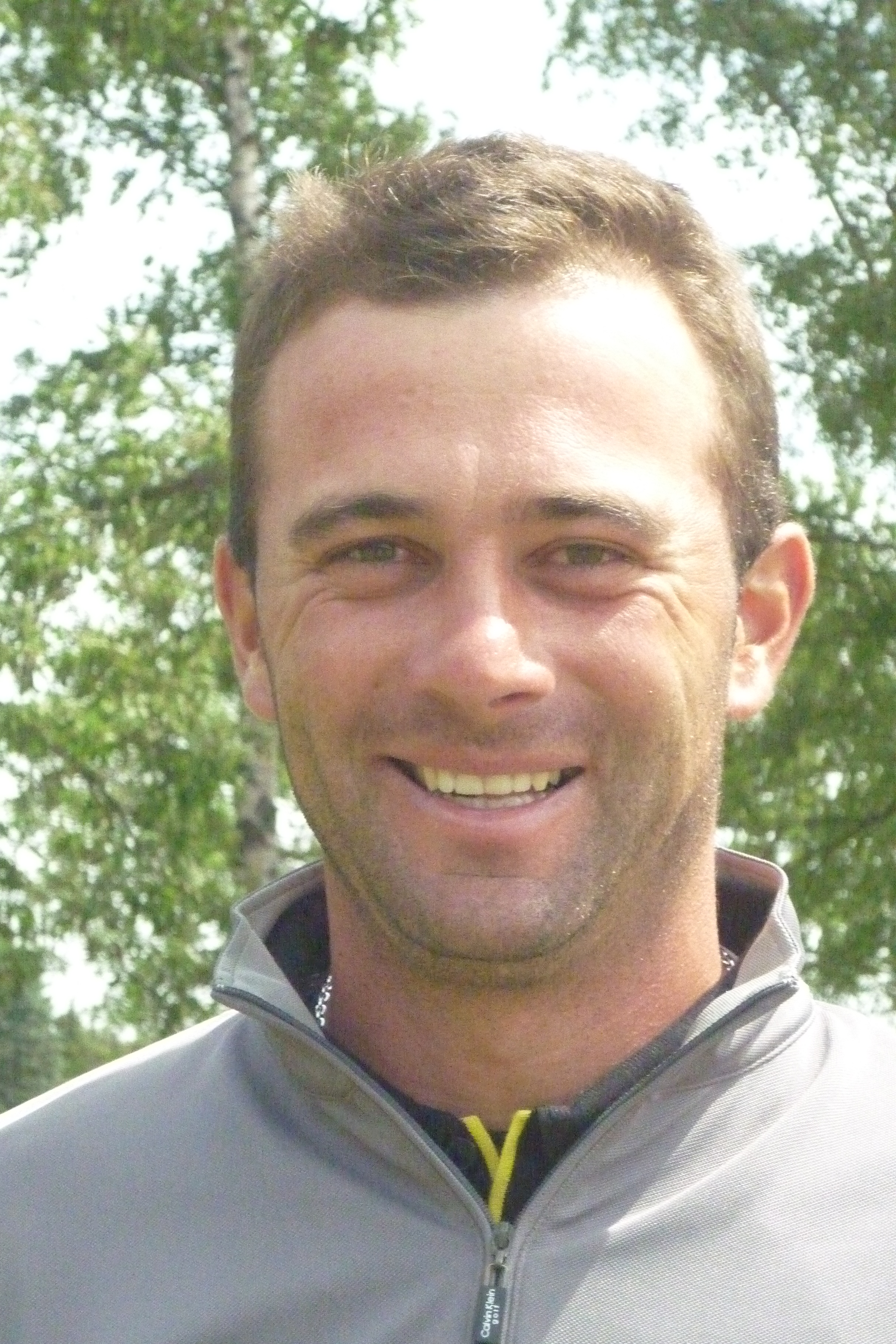
Ricardo Santos (gewann 2012 die Madeira Islands Open (European Tour) und wurde mit dem Sir Henry Cotton Rookie of the Year ausgezeichnet)

1949 gründete sich mit der Federação Portuguesa de Golfe (FPG) der heutige nationale Golfverband.
Die ersten verbandseigenen Einrichtungen bezog die FPG 1999 in Miraflores.
Die European Tour lud 2009 die FPG ein, sich für den Ryder Cup 2018 zu bewerben, gab die Ausrichtung am Ende aber nach Frankreich.

## Organisation

### Struktur
Präsident ist seit 2000 Manuel Agrellos. Neben der Verbandsleitung mit Präsident und Vizepräsidenten verfügt der Verband über eine Generalversammlung (Assembleia Geral) und vier weitere Organe:
- Conselho de Arbitragem (dt.: Schiedsrat)
- Conselho Fiscal (dt.: Aufsichtsrat oder auch Kontrollrat)
- Conselho de Justiça (dt.: Rechtsrat)
- Conselho Disciplinar (dt.: Disziplinarrat)

Dazu kommen sechs Fachkommissionen:
- Comissão de Campeonatos e Alto Rendimento (Kommissionen für Wettbewerbe und Leistungssport)
- Comissão de Estatuto Amador (Kommission für den Amateurstatus)
- Comissão de Formação, Investigação e Desenvolvimento (Ausbildungs-, Forschungs- und Entwicklungskommission)
- Comissão de Golfe Adaptado (Kommission für Behindertengolf)
- Comissão de Handicaps e Course Rating (Kommission für Handicaps und Course Rating)
- Comissão de Revisão dos Regulamentos (Kommission für das Regelwerk)

### Unterverbände
- Associação de Golfe do Norte de Portugal, der Regionalverband für Nordportugal
- Associação de Golfe dos Açores, der Regionalverband der Azoren
- Associação Portuguesa de Árbitros de Golfe, der Schiedsrichter-Fachverband
- Associação Portuguesa de Greebkeepers, der Verband der portugiesischen Golfplatzwärter
- Associação dos Gestores de Golfe de Portugal (GGP), der Verband der Golfmanager Portugals
- Associação Nacional de Treinadores de Golfe, der nationale Verband der Golftrainer
- PGA Portugal, die portugiesische Professional Golfers Association (Verband der Berufsgolfer)

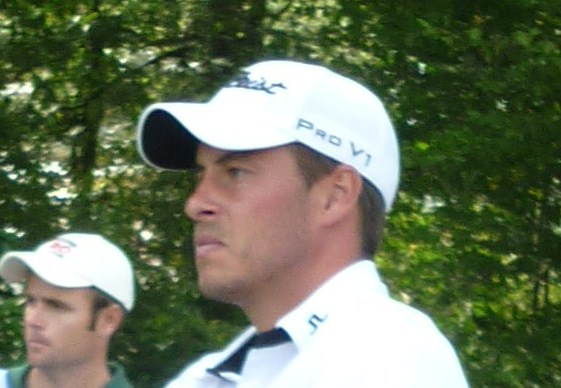
José-Filipe Lima, Gewinner der Saint-Omer Open (European Tour 2004)

### Präsidenten
- 1951–1954: Ricardo Espirito Santo Silva
- 1955–1962: António Mascarenhas de Menezes
- 1962–1971: Visconde Perreira Machado
- 1971–1976: Tito Jerónimo da Silva Lagos
- 1977–1980: Fernando Costa Cabral
- 1981–1984: José Holtreman Roquette
- 1985–1998: Mário Marques Pinto
- Seit 2000: Manuel Agrellos

### Mitglieder und Finanzen
Im Jahr 2014 zählte der Verband 14.094 eingetragene Mitglieder in seinen 146 Mitgliedsvereinen. Räumlich waren mit 4.788 im Distrikt Faro (Algarve) die meisten Spieler registriert, gefolgt vom Distrikt Lissabon (3.731), Distrikt Porto (1.312), Distrikt Setúbal (948) und dem Distrikt Leiria (683). Die wenigsten Spieler sind im Distrikt Guarda eingetragen, mit gerade 14 Mitgliedern in registrierten Vereinen des Verbands.:S. 17
Das Geschäftsjahr 2014 schloss die FPG mit einem positiven Saldo von 14.695,43 € ab, nach 26.905,79 € im Vorjahr. Dabei standen den Einnahmen von insgesamt  1.710.456,26 € Ausgaben von insgesamt 1.695.760,83 € entgegen. Die Einnahmen stammen zum Großteil aus Verbandstätigkeiten (ca. 1,2 Mio.), öffentliche Zuschüsse machten 458.896,34 € aus.:S. 52
Damit ist die Lage des Verbands finanziell relativ entspannt. Die FPG steht mit seiner Bilanz im Gegensatz zur allgemein schwierigen Situation der meisten portugiesischen Sportverbände, die sich bei sinkenden öffentlichen Zuschüssen um steigende Einnahmen und gesteigerte Kostenkontrolle bemühen, in einem wirtschaftlich anhaltend schwierigen Umfeld. Grund ist die rigide Sparpolitik der Regierung und die angespannte wirtschaftliche Gesamtsituation in Portugal in Folge der Eurokrise.